# 大阪市公館

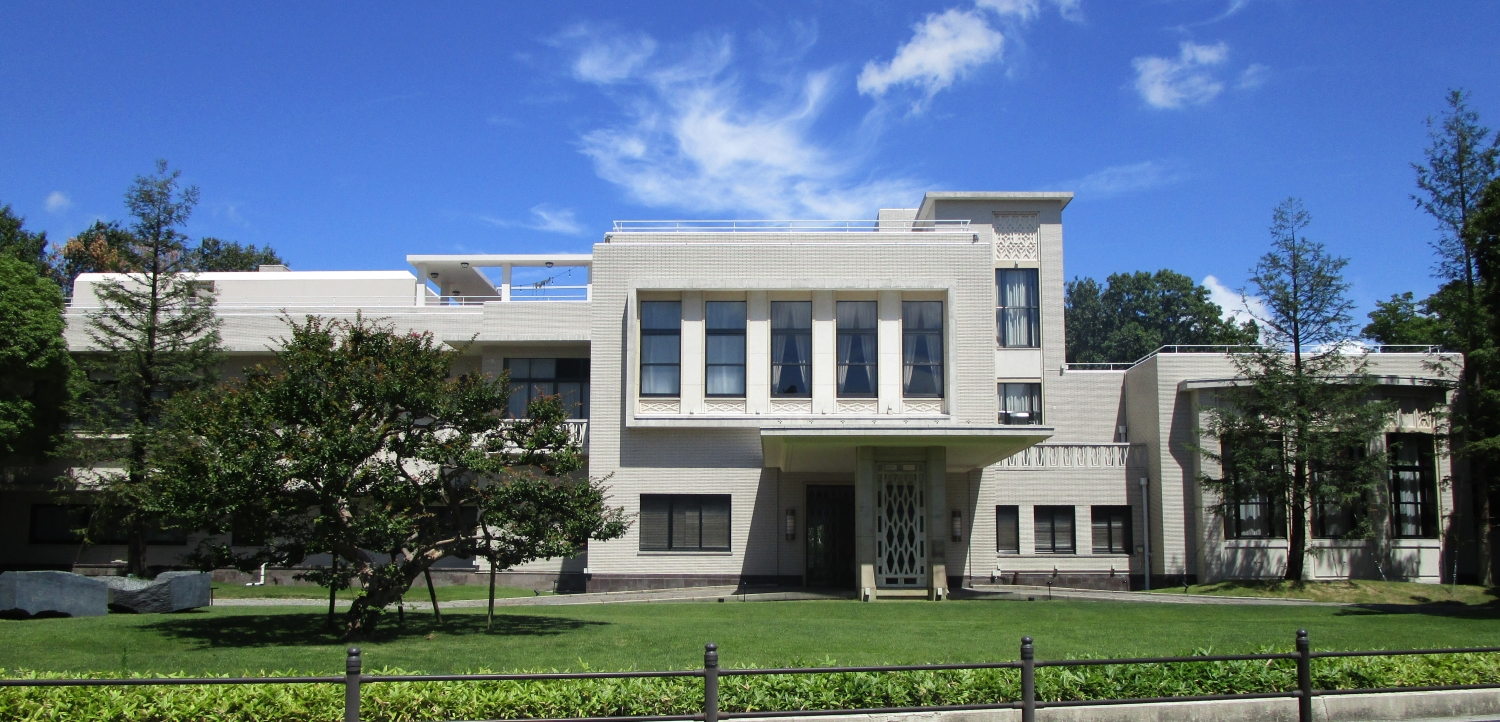
ザ・ガーデンオリエンタル大阪（旧：大阪市公館）

旧大阪市公館（きゅう おおさかしこうかん）は、大阪市都島区網島町に所在する建築物。毛馬桜之宮公園の南端に近い、旧淀川（大川）左岸・寝屋川との合流地点付近に位置する。元々は迎賓館として利用され、なにわ迎賓館とも呼ばれていたが、2014年11月以降は株式会社プラン ドゥ シー (Plan・Do・See) に貸与し、レストラン･ブライダル施設「ザ・ガーデンオリエンタル・大阪」として営業している。

## 概要
大阪市公館本館は、1959年（昭和34年）秋に第5回日米市長及び商工会議所会頭会議が大阪で開催されるのを機に迎賓館、大阪市長公館として竹腰健造の設計で建造された。2階は市長執務室、応接室など。
建設当初、敷地は本館周辺と芝生の庭園がある東庭のみだったが、後に日本万国博覧会（大阪万博）が開催された1970年（昭和45年）に西側に拡張されて西庭が整備される。
東庭の茶室「二水亭」の両側には小川が流れているが、茶室のある場所を、市役所のある中之島、両側の小川を堂島川と土佐堀川、そして小川が注ぐ池を大阪湾と見立てた趣向となっている。「二水亭」という名はそれに由来し、当時の中井光次市長が命名した。
元々、ここには実業家藤田伝三郎男爵の広大な屋敷「網島御殿」があったが、伝三郎の死後、土地や建物は子息たちに分割された。そのうちの西邸を含む南部は伝三郎の三男である彦三郎に譲られたが、1943年（昭和18年）には大阪市の所有となり、西邸は市立実業会館として使用される事となった。しかし、1945年（昭和20年）6月7日の第3回大阪大空襲によって全焼し、それ以後一帯は放置されていた。
大阪市長公館は、2007年（平成19年）4月に大阪市公館へと名称が変わり、さらに橋下徹市長の就任後、自治体の外交戦略は大阪府が中心に担うべきだとする方針のもと、2014年（平成26年）3月末で閉館した。
そして大阪市は土地・建物を民間業者に貸与し、上手に活用してもらおうと公募を行った結果、株式会社Plan・Do・Seeのプロデュースにより同年11月にレストラン、会議、宴会や結婚式場を伴うレストラン･ブライダル施設「ザ・ガーデンオリエンタル・大阪」として新たに活用されることとなった。

## 所在地
大阪市都島区網島町10-35

## 交通
JR東西線
大阪城北詰駅 - 徒歩 約1分
Osaka Metro長堀鶴見緑地線
京橋駅 - 徒歩 約7分
京阪本線
京橋駅（片町口）- 徒歩 約7分